# Jacques-Philippe Lamoninary
Jacques-Philippe Lamoninary ou La Moninary, est un violoniste et compositeur français né le 14 septembre 1707 à Maroilles et mort à Boulogne-sur-Mer le 29 octobre 1802.

## Biographie
Lamoninary a seize ans quand il entre à la Chapelle Saint Pierre de Valenciennes pour son apprentissage. Il apparaît en effet pour la première fois sur les comptes de la communauté des joueurs d’instruments de la ville en 1723, où, sous la rubrique des recettes provenant des droits d'apprentissage que payaient ceux qui voulaient aller jouer en ville, on lit : "Du nommé Moninary, reçu 6 livres". Vers 1726, il entre dans la formation musicale de la Chapelle Saint-Pierre en tant que premier violon. Le 6 mars 1734, Lamoninary épouse à Valenciennes en l'église Saint Nicolas Marie-Madeleine Wyscart. Après la mort de sa femme, il se marie en seconde union, à Boulogne-sur-Mer, avec Marie-Anne de la Bercomie de Gourdie, veuve de Jacques-Antoine Serin, procureur en la Sénachaussée du Boulonnais. À la suite de ce second mariage, Lamoninary et sa femme habitent Boulogne, sur la Place d'Armes. À son tour, Marie-Anne de la Bercomie meurt subitement le 7 janvier 1754. Lamoninary ne demeure pas longtemps à Boulogne et revient à Valenciennes ; en 1757, son nom reparaît parmi ceux des musiciens de Saint-Pierre. Il reste le premier violon de cette formation jusqu'en 1779. Il retourne ensuite à Boulogne où il se fixe définitivement et donne des leçons de chant et de violon. Il meurt dans la misère à l'âge de 95 ans le 29 octobre 1802.

## Œuvre
À partir de 1749, Jacques-Philippe Lamoninary compose des pièces pour violon qui paraissent à Valenciennes, en même temps qu’à Paris. Un privilège général d'une validité de douze ans lui est accordé le 27 juin 1749 pour la publication de trios à deux violons et basse. Le 11 janvier 1766, il renouvelle pour dix ans son privilège de 1749 pour la publication de son op. IV.
L'ensemble de son œuvre est dédié à François Marie Le Danois, marquis de Cernay, qui sera son véritable mécène :
- Six Sonates pour deux violons avec la basse … œuvre Ier (1749)[10]

- Six trios pour deux violons et la basse … œuvre IIe (1749)[11]

- Six trios pour deux violons et la basse … œuvre IIIe (1755)[12]

- Six quatuors en simphonies pour deux violons, alto, violoncelle obligé et organo … œuvre Ive (1766))[13]

Les trios comportent un cadre ternaire uniforme (allegro, mouvement lent, minuetto amoroso) répondant au goût "galant" du Marquis de Cernay. Lamoninary connaît la plupart des compositions italiennes qui se sont acclimatées en France vers 1750. Il n'ignore ni Tartini ni Francesco Maria Veracini ; il pratique l'écriture courante de la sonate italienne pour deux violons et basse. Il connaît aussi les tournures habituelles de Sammartini et se les approprie. Il utilise la forme sonate bithématique. L'écriture est homophone, les deux violons marchent souvent à la tierce. L'emploi invariable du Minuetto amoroso en guise de finale, et surtout la qualification d'amoroso donnée au menuet, rapprochent Lamoninary de Boccherini dont le Minuetto amoroso caractérise essentiellement le style. Dans l'op. III, l'inspiration devient plus romantique avec une majorité de pièces en tonalités mineures (4/6). Le style, d'une technique plus avancée, se rattache à la grande école de Francesco Geminiani et Francesco Maria Veracini.
Par l'op. IV, Lamoninary prend rang au nombre des musiciens français qui cultivent le genre symphonique et dont la production s'intensifie depuis 1760 .